# TV Sports Basketball
TV Sports Basketball è un videogioco di pallacanestro del 1990 pubblicato per home computer dalla Mirrorsoft e sviluppato dalla Cinemaware. Il videogioco è stato reso disponibile per Amiga, MS-DOS, Commodore 64 e TurboGrafx-16.
Il giocatore può controllare lo stesso giocatore nel corso dell'intera partita o utilizzare costantemente quello in possesso di palla. Nella modalità multiplayer, i due giocatori possono giocare insieme nella stessa squadra o nelle squadre rivali. Tutti i ruoli non giocati dai giocatori sono interpretati dal computer.
Il gioco è sviluppato su una visuale verticale e non ha alcuna licenza dell'NBA.